# Jørlunde Herred
Jørlunde Herred var et herred med centrum i Jørlunde og omfattende i hvert fald Ølstykke Sogn, Stenløse Sogn, Veksø Sogn. De tre sidstnævnte sogne blev senere en del af Ølstykke Herred, mens Jørlunde Sogn blev til en del af Lynge-Frederiksborg Herred.